# Effectifs de la Coupe du monde de rugby à XV 2019
Cet article présente les effectifs de la Coupe du monde de rugby à XV 2019 des vingt sélections qui disputent la compétition au Japon du 20 septembre au 2 novembre 2019. Il s'agit de la neuvième édition de cette compétition disputée tous les quatre ans depuis 1987. Chaque équipe donne initialement une liste de trente-et-un joueurs. Celle-ci peut-être amendée au fur et à mesure de la compétition si des blessures surviennent.

## Qualifiés
Le Japon est qualifié en qualité de pays organisateur. Toutes les équipes s'étant classées parmi les trois premières places de leur groupe lors de la Coupe du monde 2015 sont directement qualifiées.
| Carte                              | Amérique du Nord, Antilles, Caraïbes (Rugby Americas North) | Europe (Rugby Europe)                                                                               | Asie (Asia Rugby)   |
| ---------------------------------- | ----------------------------------------------------------- | --------------------------------------------------------------------------------------------------- | ------------------- |
|                                    | - États-Unis (8e) (q) - Canada (q)                          | - Angleterre - Écosse - France - Pays de Galles - Géorgie (5e) - Irlande - Italie - Russie (2e) (q) | - Japon (pays hôte) |
| Amérique du Sud (Sudamérica Rugby) | Afrique (Rugby Afrique)                                     | Océanie (Oceania Rugby)                                                                             |                     |
| - Argentine - Uruguay (4e) (q)     | - Afrique du Sud (7e) - Namibie (6e) (q)                    | - Australie - Nouvelle-Zélande (T) - Fidji (8e) (q) - Tonga (8e) (q) - Samoa (8e) (q)               |                     |

## Poule A

### Irlande
Le sélectionneur Joe Schmidt annonce le 2 septembre 2019 la liste des 31 joueurs pour la coupe du monde 2019. Le 28 septembre, le troisième ligne Jack Conan, blessé au pied à l'entrainement, est remplacé par Jordi Murphy.
| Entraîneur | Entraîneur             | Joe Schmidt                                                         |
| Avants     | Pilier                 | Tadhg Furlong, Cian Healy, David Kilcoyne, Andrew Porter, John Ryan |
| Avants     | Talonneur              | Rory Best , Sean Cronin, Niall Scannell                             |
| Avants     | Deuxième ligne         | Tadhg Beirne, Iain Henderson, Jean Kleyn, James Ryan                |
| Avants     | Troisième ligne aile   | Peter O'Mahony, Rhys Ruddock, Josh van der Flier                    |
| Avants     | Troisième ligne centre | Jack Conan , Jordi Murphy, CJ Stander                               |
| Arrières   | Demi de mêlée          | Luke McGrath, Conor Murray                                          |
| Arrières   | Demi d'ouverture       | Joey Carbery, Jack Carty, Jonathan Sexton                           |
| Arrières   | Centre                 | Bundee Aki, Chris Farrell, Robbie Henshaw, Garry Ringrose           |
| Arrières   | Ailier                 | Andrew Conway, Keith Earls, Jordan Larmour, Jacob Stockdale         |
| Arrières   | Arrière                | Rob Kearney                                                         |

### Écosse
Le sélectionneur écossais Gregor Townsend annonce le 3 septembre 2019 la liste des 31 joueurs pour la coupe du monde. Le 23 septembre, le troisième ligne Hamish Watson, blessé au genou lors du premier match de son équipe contre l'Irlande, est remplacé par Magnus Bradbury. Le lendemain, le demi de mêlée Ali Price, lui aussi blessé, est remplacée par Henry Pyrgos.
| Entraîneur | Entraîneur             | Gregor Townsend                                                            |
| Avants     | Pilier                 | Simon Berghan, Allan Dell, Zander Fagerson, Willem Petrus Nel, Gordon Reid |
| Avants     | Talonneur              | Fraser Brown, Stuart McInally , George Turner                              |
| Avants     | Deuxième ligne         | Scott Cummings, Grant Gilchrist, Jonny Gray, Ben Toolis                    |
| Avants     | Troisième ligne aile   | John Barclay, Magnus Bradbury, Jamie Ritchie, Hamish Watson                |
| Avants     | Troisième ligne centre | Blade Thomson, Ryan Wilson                                                 |
| Arrières   | Demi de mêlée          | George Horne, Greig Laidlaw, Ali Price , Henry Pyrgos                      |
| Arrières   | Demi d'ouverture       | Adam Hastings , Finn Russell, Duncan Weir                                  |
| Arrières   | Centre                 | Chris Harris, Peter Horne, Sam Johnson, Duncan Taylor                      |
| Arrières   | Ailier                 | Darcy Graham, Sean Maitland, Tommy Seymour                                 |
| Arrières   | Arrière                | Stuart Hogg, Blair Kinghorn                                                |

### Japon
La liste des 31 joueurs japonais désignés pour disputer la coupe du monde à domicile a été rendue publique le 29 août.
| Entraîneur | Entraîneur             | Jamie Joseph                                                                 |
| Avants     | Pilier                 | Keita Inagaki, Koo Jiwon, Yusuke Kizu, Isileli Nakajima Vakauta, Asaeli Valu |
| Avants     | Talonneur              | Shota Horie, Atsushi Sakate, Takuya Kitade                                   |
| Avants     | Deuxième ligne         | Uwe Helu, James Moore, Luke Thompson, Wimpie van der Walt                    |
| Avants     | Troisième ligne aile   | Kazuki Himeno, Lappies Labuschagné, Michael Leitch , Yoshitaka Tokunaga      |
| Avants     | Troisième ligne centre | Amanaki Mafi, Hendrik Tui                                                    |
| Arrières   | Demi de mêlée          | Yutaka Nagare, Kaito Shigeno, Fumiaki Tanaka                                 |
| Arrières   | Demi d'ouverture       | Rikiya Matsuda, Yu Tamura                                                    |
| Arrières   | Centre                 | Timothy Lafaele, Ryoto Nakamura, Will Tupou                                  |
| Arrières   | Ailier                 | Kenki Fukuoka, Lomano Lemeki, Ataata Moeakiola                               |
| Arrières   | Arrière                | Kotaro Matsushima, Ryohei Yamanaka                                           |

### Russie
Lyn Jones a annoncé sa liste des 31 joueurs pour la Coupe du monde le 2 septembre 2019.
| Entraîneur | Entraîneur             | Lyn Jones                                                                            |
| Avants     | Pilier                 | Azamat Bitiev, Kirill Gotovtsev, Valeri Morozov, Vladimir Podrezov, Andreï Polivalov |
| Avants     | Talonneur              | SergueI Tchernychiov, Evgueni Matveïev, Stanislav Selski                             |
| Avants     | Deuxième ligne         | Evgueni Ielguine, Bogdan Fedotko, Andreï Garbouzov, Andreï Ostrikov                  |
| Avants     | Troisième ligne aile   | Taguir Gadjiev, Roman Khodine, Anton Sytchiov, Vitali Jivatov                        |
| Avants     | Troisième ligne centre | Victor Gressev, Nikita Vaviline                                                      |
| Arrières   | Demi de mêlée          | Vassili Dorofeïev, Dmitri Perov                                                      |
| Arrières   | Demi d'ouverture       | Ramil Gaïssine, Iouri Kouchnariov, Sergueï Ianiouchkine                              |
| Arrières   | Centre                 | Igor Galinovski, Dimitri Gerasimov, Kirill Golosnitski, Vladimir Ostroouchko         |
| Arrières   | Ailier                 | German Davydov, Denis Simplikevich, Vladislav Sozonov                                |
| Arrières   | Arrière                | Vassili Artemiev                                                                     |

### Samoa
Les joueurs ci-dessous ont été appelés le 31 août pour disputer la coupe du monde 2019. Le 9 septembre, le demi de mêlée Scott Malolua est remplacé par Pele Cowley en raison d'une blessure à l'épaule. Le 26 septembre, le troisième ligne Afa Amosa, gravement blessé au genou lors du premier match de son équipe contre la Russie, est remplacé par Alamanda Motuga.
| Entraîneur | Entraîneur             | Steve Jackson                                                               |
| Avants     | Pilier                 | Michael Alaalatoa, Paul Alo-Emile, James Lay, Jordan Lay, Logovi'i Mulipola |
| Avants     | Talonneur              | Motu Matu'u, Seilala Lam, Ray Niuia                                         |
| Avants     | Deuxième ligne         | Kane Leaupepe, Filo Paulo, Senio Toleafoa, Chris Vui                        |
| Avants     | Troisième ligne aile   | Piula Fa'asalele, TJ Ioane, Jack Lam                                        |
| Avants     | Troisième ligne centre | Afaesetiti Amosa , Alamanda Motuga, Josh Tyrell                             |
| Arrières   | Demi de mêlée          | Pele Cowley, Melani Matavao, Scott Malolua , Dwayne Polataivao              |
| Arrières   | Demi d'ouverture       | AJ Alatimu, Tusi Pisi, Ulupano Seuteni                                      |
| Arrières   | Centre                 | Kieron Fonotia, Rey Lee-Lo, Henry Taefu                                     |
| Arrières   | Ailier                 | Ed Fidow, Alapati Leiua, Ahsee Tuala, Belgium Tuatagaloa                    |
| Arrières   | Arrière                | Tim Nanai-Williams                                                          |

## Poule B

### Nouvelle-Zélande
Le 28 août 2019, la sélection de l'équipe de Nouvelle-Zélande qui dispute la coupe du monde est annoncée. À noter que les joueurs pourtant expérimentés Owen Franks, Liam Squire, ainsi que Ngani Laumape, ne figurent pas dans la liste des All Blacks sélectionnés. Le 13 septembre 2019, le troisième ligne Luke Jacobson est contraint de déclarer forfait, et est remplacé par Shannon Frizell.
| Entraîneur | Entraîneur             | Steve Hansen                                                           |
| Avants     | Pilier                 | Nepo Laulala, Joe Moody, Atunaisa Moli, Angus Ta'avao, Ofa Tu'ungafasi |
| Avants     | Talonneur              | Dane Coles, Liam Coltman, Codie Taylor                                 |
| Avants     | Deuxième ligne         | Scott Barrett, Brodie Retallick, Patrick Tuipulotu, Sam Whitelock      |
| Avants     | Troisième ligne aile   | Sam Cane, Shannon Frizell, Luke Jacobson , Ardie Savea, Matt Todd      |
| Avants     | Troisième ligne centre | Kieran Read                                                            |
| Arrières   | Demi de mêlée          | TJ Perenara, Aaron Smith, Brad Weber                                   |
| Arrières   | Demi d'ouverture       | Beauden Barrett, Richie Mo'unga                                        |
| Arrières   | Centre                 | Ryan Crotty, Jack Goodhue, Anton Lienert-Brown, Sonny Bill Williams    |
| Arrières   | Ailier                 | George Bridge, Rieko Ioane, Sevu Reece                                 |
| Arrières   | Arrière                | Jordie Barrett, Ben Smith                                              |

### Afrique du Sud
Le sélectionneur Rassie Erasmus annonce le 26 août 2019 la liste des 31 joueurs pour la coupe du monde. Le 23 septembre, le pilier Trevor Nyakane, touché au mollet lors du match contre la Nouvelle-Zélande, est remplacé par Thomas du Toit. Le 1 octobre, le centre Jesse Kriel, victime d'une blessure aux ischio-jambier, est remplacé par l'ouvreur ou arrière Damian Willemse.
| Entraîneur | Entraîneur             | Rassie Erasmus                                                                                  |
| Avants     | Pilier                 | Thomas du Toit, Steven Kitshoff, Vincent Koch, Frans Malherbe, Tendai Mtawarira, Trevor Nyakane |
| Avants     | Talonneur              | Schalk Brits, Malcolm Marx, Bongi Mbonambi                                                      |
| Avants     | Deuxième ligne         | Lood de Jager, Eben Etzebeth, Franco Mostert, RG Snyman                                         |
| Avants     | Troisième ligne aile   | Pieter-Steph du Toit, Siya Kolisi , Francois Louw, Kwagga Smith                                 |
| Avants     | Troisième ligne centre | Duane Vermeulen                                                                                 |
| Arrières   | Demi de mêlée          | Faf de Klerk, Herschel Jantjies, Cobus Reinach                                                  |
| Arrières   | Demi d'ouverture       | Elton Jantjies, Handré Pollard, Damian Willemse                                                 |
| Arrières   | Centre                 | Lukhanyo Am, Damian de Allende, Jesse Kriel , François Steyn                                    |
| Arrières   | Ailier                 | Cheslin Kolbe, Makazole Mapimpi, S'busiso Nkosi                                                 |
| Arrières   | Arrière                | Warrick Gelant, Willie le Roux                                                                  |

### Italie
Le 18 août 2019, le sélectionneur Conor O'Shea présente une liste de 31 joueurs qui se rendront en Coupe du monde. Le 6 octobre 2019, les piliers Simone Ferrari et Marco Riccioni, tous deux touchés lors du match contre l'Afrique du Sud, sont remplacés respectivement par Giosuè Zilocchi et Danilo Fischetti.
| Entraîneur | Entraîneur             | Conor O'Shea |
| Avants     | Pilier                 | Simone Ferrari , Andrea Lovotti, Danilo Fischetti, Tiziano Pasquali, Nicola Quaglio, Marco Riccioni , Federico Zani, Giosuè Zilocchi |
| Avants     | Talonneur              | Luca Bigi, Oliviero Fabiani, Leonardo Ghiraldini                                                                                     |
| Avants     | Deuxième ligne         | Dean Budd, Federico Ruzza, David Sisi, Alessandro Zanni                                                                              |
| Avants     | Troisième ligne aile   | Maxime Mbanda, Sebastian Negri, Jake Polledri                                                                                        |
| Avants     | Troisième ligne centre | Sergio Parisse , Braam Steyn |
| Arrières   | Demi de mêlée          | Callum Braley, Guglielmo Palazzani, Tito Tebaldi                                                                                     |
| Arrières   | Demi d'ouverture       | Tommaso Allan, Carlo Canna |
| Arrières   | Centre                 | Tommaso Benvenuti, Michele Campagnaro, Luca Morisi                                                                                   |
| Arrières   | Ailier                 | Mattia Bellini, Giulio Bisegni, Matteo Minozzi                                                                                       |
| Arrières   | Arrière                | Jayden Hayward, Edoardo Padovani |

### Namibie
Le sélectionneur Phil Davies annonce sa liste de 31 joueurs pour la compétition le 2 septembre 2019.
| Entraîneur | Entraîneur             | Phil Davies                                                                      |
| Avants     | Pilier                 | Johannes Coetzee, AJ de Klerk, André Rademeyer, Desiderius Sethie, Nelius Theron |
| Avants     | Talonneur              | Obert Nortjé, Torsten van Jaarsveld, Louis van der Westhuizen                    |
| Avants     | Deuxième ligne         | Johan Retief, Tjiuee Uanivi, Pieter-Jan van Lill                                 |
| Avants     | Troisième ligne aile   | Wian Conradie, Thomasau Forbes, Prince ǃGaoseb, Max Katjijeko, Rohan Kitshoff    |
| Avants     | Troisième ligne centre | Adriaan Booysen, Janco Venter                                                    |
| Arrières   | Demi de mêlée          | Eugene Jantjies, Damian Stevens                                                  |
| Arrières   | Demi d'ouverture       | Helarius Kisting, Cliven Loubser                                                 |
| Arrières   | Centre                 | Darryl de la Harpe, Johan Deysel , JC Greyling, Justin Newman                    |
| Arrières   | Ailier                 | Janry du Toit, Lesley Klim, Chad Plato, PJ Walters                               |
| Arrières   | Arrière                | Johan Tromp                                                                      |

### Canada
Kingsley Jones a communiqué le 3 septembre 2019 la liste de 31 joueurs appelés à disputer la coupe du monde 2015. Le 11 septembre 2019, le troisième ligne Justin Blanchett déclare forfait en raison d'une blessure au  bras, et est remplacé par le deuxième ligne Josh Larsen. Le 30 septembre, les centres Nick Blevins et Ben LeSage, blessés contre l'Italie, sont remplacés par Giuseppe du Toit et Theo Sauder. Quelques jours plus tard, l'ailier Taylor Paris est contraint de déclarer forfait après une commotion cérébrale subie lors du match contre la Nouvelle-Zélande et est remplacée par Kainoa Lloyd.
| Entraîneur | Entraîneur             | Kingsley Jones                                                              |
| Avants     | Pilier                 | Hubert Buydens, Jake Ilnicki, Cole Keith, Djustice Sears-Duru, Matt Tierney |
| Avants     | Talonneur              | Eric Howard, Benoît Piffero, Andrew Quattrin                                |
| Avants     | Deuxième ligne         | Kyle Baillie, Conor Keys, Josh Larsen, Mike Sheppard                        |
| Avants     | Troisième ligne aile   | Justin Blanchet , Matt Heaton, Evan Olmstead, Lucas Rumball                 |
| Avants     | Troisième ligne centre | Tyler Ardron , Luke Campbell                                                |
| Arrières   | Demi de mêlée          | Phil Mack, Jamie Mackenzie, Gordon McRorie                                  |
| Arrières   | Demi d'ouverture       | Shane O'Leary, Peter Nelson                                                 |
| Arrières   | Centre                 | Nick Blevins , Giuseppe du Toit, Ciaran Hearn, Ben LeSage , Conor Trainor   |
| Arrières   | Ailier                 | Jeff Hassler, Kainoa Lloyd, Taylor Paris , DTH van der Merwe                |
| Arrières   | Arrière                | Andrew Coe, Pat Parfrey, Theo Sauder                                        |

## Poule C

### Angleterre
L'Angleterre du sélectionneur Eddie Jones est la première équipe à annoncer sa liste de 31 joueurs pour la compétition, le 12 août 2019.
Le 27 octobre, Ben Spencer est appelé pour remplacer le demi de mêlée Willi Heinz, blessé lors de la demi-finale.
| Entraîneur | Entraîneur             | Eddie Jones                                                     |
| Avants     | Pilier                 | Dan Cole, Ellis Genge, Joe Marler, Kyle Sinckler, Mako Vunipola |
| Avants     | Talonneur              | Luke Cowan-Dickie, Jamie George, Jack Singleton                 |
| Avants     | Deuxième ligne         | Maro Itoje, George Kruis, Joe Launchbury, Courtney Lawes        |
| Avants     | Troisième ligne aile   | Tom Curry, Lewis Ludlam, Sam Underhill                          |
| Avants     | Troisième ligne centre | Billy Vunipola, Mark Wilson                                     |
| Arrières   | Demi de mêlée          | Willi Heinz , Ben Youngs, Ben Spencer                           |
| Arrières   | Demi d'ouverture       | Owen Farrell , George Ford                                      |
| Arrières   | Centre                 | Piers Francis, Jonathan Joseph, Henry Slade, Manu Tuilagi       |
| Arrières   | Ailier                 | Joe Cokanasiga, Jonny May, Ruaridh McConnochie, Jack Nowell     |
| Arrières   | Arrière                | Elliot Daly, Anthony Watson                                     |

### France
Le sélectionneur Jacques Brunel annonce le 2 septembre 2019 une liste de 31 joueurs retenus pour disputer la Coupe du monde. Le soir du premier match de l'équipe de France face à l'Argentine, Pierre-Louis Barassi est appelé par le sélectionneur français Jacques Brunel pour pallier le forfait de Wesley Fofana. Le 28 septembre, c'est au tour du pilier Demba Bamba d'être contraint de déclarer forfait. Il est remplacé par Cedate Gomes Sa.
Deux nouveaux joueurs sont blessés à l'issue du second match. Le talonneur Christopher Tolofua et l'arrière Vincent Rattez sont appelés le 4 octobre pour suppléer Peato Mauvaka et Thomas Ramos.
| Entraîneur | Entraîneur             | Jacques Brunel                                                                                |
| Avants     | Pilier                 | Cyril Baille, Demba Bamba , Cedate Gomes Sa, Jefferson Poirot, Emerick Setiano, Rabah Slimani |
| Avants     | Talonneur              | Camille Chat, Guilhem Guirado , Peato Mauvaka , Christopher Tolofua                           |
| Avants     | Deuxième ligne         | Paul Gabrillagues, Bernard Le Roux, Sébastien Vahaamahina                                     |
| Avants     | Troisième ligne aile   | Yacouba Camara, Arthur Iturria, Wenceslas Lauret, Charles Ollivon                             |
| Avants     | Troisième ligne centre | Grégory Alldritt, Louis Picamoles                                                             |
| Arrières   | Demi de mêlée          | Antoine Dupont, Maxime Machenaud, Baptiste Serin                                              |
| Arrières   | Demi d'ouverture       | Camille Lopez, Romain Ntamack                                                                 |
| Arrières   | Centre                 | Pierre-Louis Barassi, Gaël Fickou, Wesley Fofana , Sofiane Guitoune, Virimi Vakatawa          |
| Arrières   | Ailier                 | Yoann Huget, Damian Penaud, Alivereti Raka, Vincent Rattez                                    |
| Arrières   | Arrière                | Maxime Médard, Thomas Ramos                                                                   |

### Argentine
Mario Ledesma annonce le 19 août 2019 sa sélection de 31 joueurs pour la coupe du monde. Le 5 octobre 2019, le demi de mêlée Tomás Cubelli déclare forfait en raison d'une blessure à la jambe, et est remplacé par Gonzalo Bertranou.
| Entraîneur | Entraîneur             | Mario Ledesma                                                                        |
| Avants     | Pilier                 | Juan Figallo, Santiago Medrano, Enrique Pieretto, Nahuel Tetaz Chaparro, Mayco Vivas |
| Avants     | Talonneur              | Agustín Creevy , Julián Montoya, Santiago Socino                                     |
| Avants     | Deuxième ligne         | Matias Alemanno, Tomás Lavanini, Guido Petti Pagadizábal, Marcos Kremer              |
| Avants     | Troisième ligne aile   | Juan Manuel Leguizamón, Tomás Lezana, Pablo Matera                                   |
| Avants     | Troisième ligne centre | Javier Ortega Desio, Rodrigo Bruni                                                   |
| Arrières   | Demi de mêlée          | Tomás Cubelli , Felipe Ezcurra, Gonzalo Bertranou                                    |
| Arrières   | Demi d'ouverture       | Nicolás Sánchez, Benjamín Urdapilleta                                                |
| Arrières   | Centre                 | Jerónimo de la Fuente, Juan Cruz Mallia, Lucas Mensa, Matías Orlando                 |
| Arrières   | Ailier                 | Santiago Carreras, Bautista Delguy, Matías Moroni, Ramiro Moyano                     |
| Arrières   | Arrière                | Emiliano Boffelli, Joaquín Tuculet                                                   |

### États-Unis
Les États-Unis sont la dernière équipe à dévoiler leur liste des 31 joueurs pour la Coupe du monde le 8 septembre. Le 28 septembre, le pilier David Ainu'u, blessé dès les premières minutes du premier match de son équipe contre l'Angleterre, est remplacé par Chance Wenglewski.
| Entraîneur | Entraîneur             | Gary Gold (en)                                                                         |
| Avants     | Pilier                 | David Ainu'u , Eric Fry, Olive Kilifi, Titi Lamositele, Paul Mullen, Chance Wenglewski |
| Avants     | Talonneur              | Dylan Fawsitt, James Hilterbrand, Joe Taufete'e                                        |
| Avants     | Deuxième ligne         | Nate Brakeley, Nick Civetta, Ben Landry, Greg Peterson                                 |
| Avants     | Troisième ligne aile   | Hanco Germishuys, Tony Lamborn, Ben Pinkelman, John Quill                              |
| Avants     | Troisième ligne centre | Malon Al-Jiboori, Cam Dolan                                                            |
| Arrières   | Demi de mêlée          | Nate Augspurger, Shaun Davies, Ruben de Haas                                           |
| Arrières   | Demi d'ouverture       | AJ MacGinty, Will Magie                                                                |
| Arrières   | Centre                 | Bryce Campbell, Paul Lasike, Thretton Palamo                                           |
| Arrières   | Ailier                 | Marcel Brache, Martin Iosefo, Blaine Scully , Mike Te'o                                |
| Arrières   | Arrière                | Will Hooley                                                                            |

### Tonga
Le groupe des 31 joueurs tongiens retenus pour la Coupe du monde est dévoilé le 2 septembre 2019. Le 24 septembre 2019, le demi d'ouverture Kurt Morath et le centre Nafi Tuitavake, tous deux touchés lors du premier match contre l'Angleterre, sont remplacés respectivement par Latiume Fosita et Daniel Kilioni,.
| Entraîneur | Entraîneur             | Toutai Kefu                                                                                      |
| Avants     | Pilier                 | Ma'afu Fia, Vunipola Fifita, Siegfried Fisi'ihoi, Siua Halanukonuka, Latu Talakai, Ben Tameifuna |
| Avants     | Talonneur              | Siua Maile, Paul Ngauamo, Sosefo Sakalia                                                         |
| Avants     | Deuxième ligne         | Leva Fifita, Sam Lousi, Steve Mafi                                                               |
| Avants     | Troisième ligne aile   | Daniel Faleafa, Sione Kalamafoni, Zane Kapeli, Fotu Lokotui                                      |
| Avants     | Troisième ligne centre | Nasi Manu, Ma'ama Vaipulu                                                                        |
| Arrières   | Demi de mêlée          | Samisoni Fisilau, Leon Fukofuka, Sonatane Takulua                                                |
| Arrières   | Demi d'ouverture       | James Faiva, Latiume Fosita, Kurt Morath                                                         |
| Arrières   | Centre                 | Malietoa Hingano, Siale Piutau , Nafi Tuitavake                                                  |
| Arrières   | Ailier                 | Viliami Lolohea, Daniel Kilioni, Atieli Pakalani, Cooper Vuna                                    |
| Arrières   | Arrière                | David Halaifonua, Telusa Veainu                                                                  |

## Poule D

### Australie
Le sélectionneur Michael Cheika annonce le 23 août 2019 sa sélection de 31 joueurs pour la Coupe du monde.
| Entraîneur | Entraîneur             | Michael Cheika                                                        |
| Avants     | Pilier                 | Allan Alaalatoa, Sekope Kepu, Scott Sio, James Slipper, Taniela Tupou |
| Avants     | Talonneur              | Folau Fainga'a, Tolu Latu, Jordan Uelese                              |
| Avants     | Deuxième ligne         | Rory Arnold, Adam Coleman, Izack Rodda, Rob Simmons                   |
| Avants     | Troisième ligne aile   | Jack Dempsey, Michael Hooper , David Pocock, Lukhan Salakaia-Loto     |
| Avants     | Troisième ligne centre | Isi Naisarani                                                         |
| Arrières   | Demi de mêlée          | Will Genia, Nic White                                                 |
| Arrières   | Demi d'ouverture       | Bernard Foley, Christian Lealiifano                                   |
| Arrières   | Centre                 | Kurtley Beale, Samu Kerevi, Tevita Kuridrani, Matt Toomua             |
| Arrières   | Ailier                 | Adam Ashley-Cooper, Reece Hodge, Marika Koroibete, Jordan Petaia      |
| Arrières   | Arrière                | Dane Haylett-Petty, James O'Connor                                    |

### Pays de Galles
Le sélectionneur de l'équipe du pays de Galles, le Néo-Zélandais Warren Gatland annonce le 1er septembre 2019 sa liste définitive de 31 joueurs. Le 24 septembre 2019, le deuxième ligne Cory Hill, touché lors du match contre la Géorgie, est remplacée par Bradley Davies.
Le 22 octobre, le troisième ligne Josh Navidi, touché lors du quart de finale contre l'équipe de France, est remplacé par le centre réserviste Owen Lane.
| Entraîneur | Entraîneur             | Warren Gatland                                                               |
| Avants     | Pilier                 | Rhys Carré, Tomas Francis, Dillon Lewis, Wyn Jones, Nicky Smith              |
| Avants     | Talonneur              | Ken Owens, Elliot Dee, Ryan Elias                                            |
| Avants     | Deuxième ligne         | Jake Ball, Adam Beard, Bradley Davies, Cory Hill , Alun Wyn Jones            |
| Avants     | Troisième ligne aile   | James Davies, Josh Navidi , Aaron Shingler, Justin Tipuric, Aaron Wainwright |
| Avants     | Troisième ligne centre | Ross Moriarty                                                                |
| Arrières   | Demi de mêlée          | Gareth Davies, Tomos Williams, Aled Davies                                   |
| Arrières   | Demi d'ouverture       | Dan Biggar, Rhys Patchell                                                    |
| Arrières   | Centre                 | Jonathan Davies, Hadleigh Parkes, Owen Watkin, Owen Lane                     |
| Arrières   | Ailier                 | Josh Adams, Hallam Amos, George North                                        |
| Arrières   | Arrière                | Leigh Halfpenny, Liam Williams                                               |

### Géorgie
Le groupe géorgien pour la Coupe du monde est dévoilé le 2 septembre 2019.
| Entraîneur | Entraîneur             | Milton Haig                                                                                    |
| Avants     | Pilier                 | Levan Chilachava, Beka Gigashvili, Guram Gogichashvili , Giorgi Melikidze, Mikheil Nariashvili |
| Avants     | Talonneur              | Jaba Bregvadze, Vano Karkadze, Shalva Mamukashvili                                             |
| Avants     | Deuxième ligne         | Mamuka Gorgodze, Konstantin Mikautadze, Giorgi Nemsadze, Shalva Sutiashvili                    |
| Avants     | Troisième ligne aile   | Otar Giorgadze, Lasha Lomidze, Beka Saginadze, Giorgi Tkhilaishvili                            |
| Avants     | Troisième ligne centre | Beka Gorgadze                                                                                  |
| Arrières   | Demi de mêlée          | Gela Aprasidze, Giorgi Begadze, Vasil Lobzhanidze                                              |
| Arrières   | Demi d'ouverture       | Tedo Abzhandadze, Lasha Khmaladze, Lasha Malaguradze                                           |
| Arrières   | Centre                 | Davit Kacharava, Giorgi Kveseladze, Tamaz Mchedlidze, Merab Sharikadze                         |
| Arrières   | Ailier                 | Zurab Dzneladze, Mirian Modebadze, Alexander Todua                                             |
| Arrières   | Arrière                | Soso Matiashvili                                                                               |

### Fidji
Le 16 août, une liste provisoire de 32 joueurs sélectionnés par John McKee est dévoilée. Le 3 septembre, la liste est ramenée aux 31 joueurs réglementaire en écartant le pilier Lee Roy Atalifo. Le 5 septembre, le pilier Kalivati Tawake est contraint de déclarer forfait après une blessure au genou, et Atafilo fait son retour dans le groupe.
| Entraîneur | Entraîneur             | John McKee                                                                             |
| Avants     | Pilier                 | Lee Roy Atalifo, Campese Ma'afu, Eroni Mawi, Peni Ravai, Manasa Saulo, Kalivati Tawake |
| Avants     | Talonneur              | Mesulame Dolokoto, Sam Matavesi, Vere Vugakoto                                         |
| Avants     | Deuxième ligne         | Tevita Cavubati, Leone Nakarawa, Api Ratuniyarawa, Tevita Ratuva                       |
| Avants     | Troisième ligne aile   | Semi Kunatani, Mosese Voka, Dominiko Waqaniburotu                                      |
| Avants     | Troisième ligne centre | Viliame Mata, Peceli Yato                                                              |
| Arrières   | Demi de mêlée          | Frank Lomani, Nikola Matawalu, Henry Seniloli                                          |
| Arrières   | Demi d'ouverture       | Ben Volavola, Joshua Matavesi                                                          |
| Arrières   | Centre                 | Levani Botia, Waisea Nayacalevu, Semi Radradra, Jale Vatubua                           |
| Arrières   | Ailier                 | Vereniki Goneva, Filipo Nakosi, Josua Tuisova                                          |
| Arrières   | Arrière                | Kini Murimurivalu, Alivereti Veitokani                                                 |

### Uruguay
L'Uruguay du sélectionneur Esteban Meneses annonce sa liste de 31 joueurs pour la compétition le 31 août 2019.
| Entraîneur | Entraîneur             | Esteban Meneses                                                                                       |
| Avants     | Pilier                 | Diego Arbelo, Juan Echeverría, Facundo Gattas, Joaquín Jaunsolo, Juan Pedro Rombys, Mateo Sanguinetti |
| Avants     | Talonneur              | Germán Kessler, Guillermo Pujadas                                                                     |
| Avants     | Deuxième ligne         | Ignacio Dotti, Franco Lamanna, Manuel Leindekar, Diego Magno                                          |
| Avants     | Troisième ligne aile   | Manuel Ardao, Santiago Civetta, Juan Manuel Gaminara , Juan Diego Ormaechea                           |
| Avants     | Troisième ligne centre | Manuel Diana, Alejandro Nieto                                                                         |
| Arrières   | Demi de mêlée          | Santiago Arata, Agustín Ormaechea                                                                     |
| Arrières   | Demi d'ouverture       | Felipe Berchesi, Felipe Etcheverry                                                                    |
| Arrières   | Centre                 | Juan Manuel Cat, Agustín Della Corte, Tomás Inciarte, Andrés Vilaseca                                 |
| Arrières   | Ailier                 | Federico Favaro, Nicolás Freitas, Leandro Leivas                                                      |
| Arrières   | Arrière                | Gastón Mieres, Rodrigo Silva                                                                          |